# Grevegården

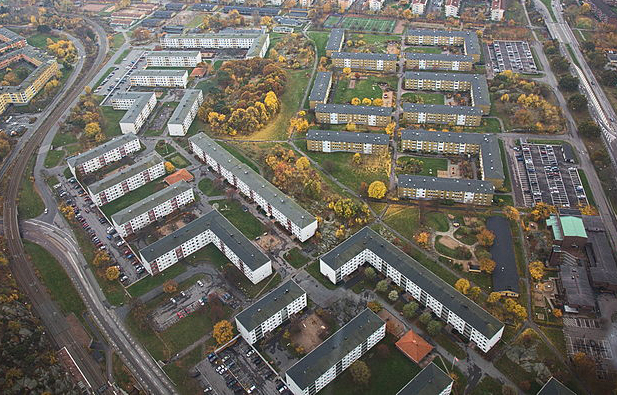
Primärområdet Grevegården sett mot söder i oktober 2013 med Briljantgatan, Smaragdgatan och till höger Turkosgatan.

Grevegården är ett primärområde i stadsområde Sydväst i Göteborgs kommun, beläget i Södra Tynnered i Göteborg.

## Historia
Grevegården består till större del av flerfamiljshus, som är byggda på före detta åkermark, som tillhörde gårdarna i Tynnereds- och Kannebäcksdalen. De gårdarna har emellertid inte fått ge namn åt området, utan Grevegården, som faktiskt inte låg inom det nuvarande områdets gränser utan längre norrut, vid daghemmet Lilla Grevegårdsvägen 6.

## Kulturbyggnader
Ett antal kulturbyggnader är grupperade längs Skattegårdsvägen: en pingstkyrka byggd 1987, Assyriska föreningens kulturhus och Tynnereds kyrka.

## Smaragdgatan
På Smaragdgatan finns en tidig elementhustyp med vita betongelement i reliefstruktur. De uppfördes 1964 av Göteborgsbostäder och var ritade av Celander Forser Lindgren. Samma typ av elementhus uppfördes även på Stjärnbildsgatan i Bergsjön, men där monterades övervåningarna ner och husen omvandlades till radhus.

## Kastanjeallén
Ner mot Opaltorget löper Kastanjeallén, som är ett gångstråk kantat av trevåningshus med likformiga gårdar. Fastigheterna övertogs av Familjebostäder och rustades upp på 1990-talet. Vid allén ligger även Vättnedalsskolan.

## Nyckeltal

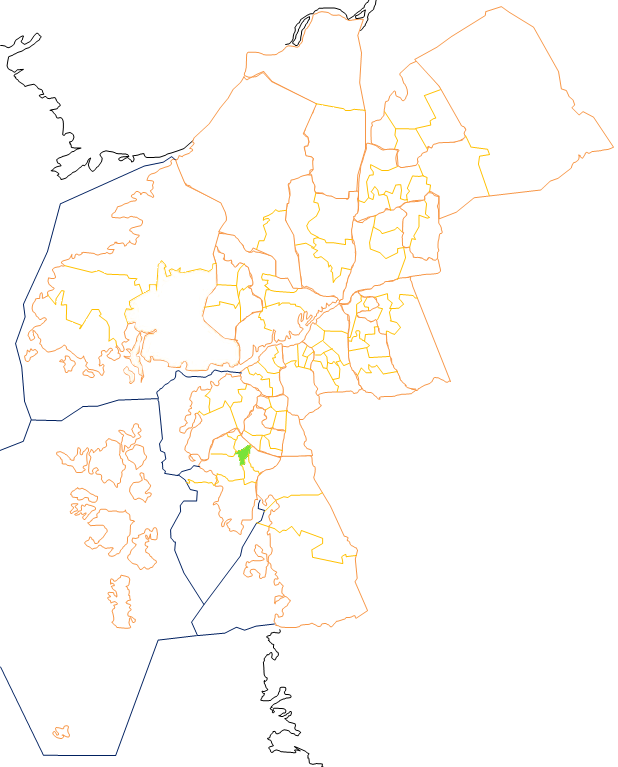
Grevegården

Nyckeltalen redovisar statistik som beskriver Göteborg och dess 96 delområden, primärområden, per den 31 december och kan användas för att jämföra de olika områdena. Nedan redovisas uppgifter för primärområdet och jämförelse görs mot uppgifterna för hela kommunen.
|                                                           | Grevegården | Hela Göteborg |
| --------------------------------------------------------- | ----------- | ------------- |
| Folkmängd                                                 | 4 346       | 587 549       |
| Befolkningsförändring 2020–2021                           | +20         | +4 493        |
| Andel födda i utlandet                                    | 50,6 %      | 28,3 %        |
| Andel utrikes födda eller med två utrikes födda föräldrar | 71,0 %      | 38,1 %        |
| Medelinkomst                                              | 228 800 kr  | 332 400 kr    |
| Arbetslöshet                                              | 13,9 %      | 6,6 %         |
| Antal ersatta dagar från F-kassan per person (16-64 år)   | 29,1        | 19,5          |
| Andel med eftergymnasial utbildning (minst 3 år)          | 19,4 %      | 37,9 %        |
| Andel bostäder byggda 1961–1970                           | 88,5 %      |               |
| Andel bostäder i allmännyttan                             | 44,8 %      | 25,9 %        |
| Antal färdigställda bostäder 2021                         | 170         |               |
| Andel bostäder i småhus                                   | 0,0 %       | 18,3 %        |

## Stadsområdes- och stadsdelsnämndstillhörighet
Primärområdet tillhörde fram till årsskiftet 2020/2021 stadsdelsnämndsområdet Västra Göteborg och ingår sedan den 1 januari 2021 i stadsområde Sydväst.